# Zequinha Barbosa
José Luís Barbosa, conhecido como Zequinha Barbosa, (Três Lagoas, 27 de maio de 1961) é um ex-atleta brasileiro.
Foi campeão mundial indoor dos 800 metros rasos em 1987, em Indianápolis (EUA). Também foi prata no Mundial de pista coberta em 1989, em Budapeste (Hungria). Em pista aberta, foi bronze em Roma (Itália), em 1987, e prata em Tóquio (Japão), em 1991. Também participou de quatro Jogos Olímpicos.

## A carreira do atleta
No ano de 1983, Zequinha foi convidado para morar e treinar nos Estados Unidos, se juntando a Joaquim Cruz e Agberto Guimarães, disputando os Jogos Olímpicos de Los Angeles de 1984.
Em 1988, participou das Jogos Olímpicos de Seul, onde correu 800 metros rasos ficando em sexto lugar.
Participou nos Jogos Olímpicos de Barcelona em 1992, conseguindo a quarta colocação nos 800m.
Em 1996, participou nos Jogos Olímpicos de Atlanta.
Zequinha fez parte do período de ouro do meio fundo brasileiro e no mundo, se tornando um dos únicos atletas a participar de 4 olimpíadas, 9 campeonato mundiais e 3 Jogos Pan americanos, tornou se um dos maiores meio fundista no mundo, ficando ranqueado entres os 10 melhores atletas do mundo por 9 anos consecutivos.
Foi o primeiro atleta da América latina, tirando atletas dos Estados Unidos, a ser tornar campeão do Circuito Mundial do Grand Prix.
Foi ranqueado número 1 no mundo em 1991. Zequinha é terceiro atleta de mais conquistas de resultado da história dos 800 metros.
Suas melhores marcas foram nos mundiais, começando com o ouro no Mundial Indoor de 1987 e prata no Outdoor de Tóquio. Sua última grande conquista foi a medalha de ouro no Pan-Americano de Mar del Plata, em 1995.

## Vida pessoal
Nascido na cidade de Três Lagoas é filho de Ezequiel Clementino Barbosa e Livaneta de Araújo Barbosa, sendo o quinto filho em uma família de seis irmãos. Casou e se divorciou, teve 2 filhas, Natalia Lynn Barbosa e Casey Anna Barbosa. No Brasil se graduou e licenciou em Educação Física pela Faculdades Metropolitanas Unidas - FMU, São Paulo.
Hoje mora nos Estados Unidos na cidade de San Diego Califórnia e trabalha como técnico de atletismo e cross country em nível escolar e universitário. Zequinha também trabalha com condicionamento físico no alto rendimento em várias modalidades de esportes, contribuindo para que os atletas de alto nível melhorem sua performance.

## Trabalho social
No ano de 2001 com o apoio de toda a comunidade esportiva e em parceria com a Universidade Católica Dom Bosco Campo Grande Ms, Zequinha fundou o IZB - Instituto Zequinha Barbosa-Correndo Pela Vida, com a finalidade de promover ações sócio-educativas criou o projeto Exercitando o Viver.

## A personalidade
Em 1988, recebeu o título de Atleta Emérito pela Confederação Brasileira de Atletismo,  homenagem para atletas brasileiros que obtiveram grande destaque a nível mundial e para aqueles que se destacaram por serviços relevantes prestados ao Atletismo brasileiro.
Em 2002, Zequinha foi nomeado embaixador da Olympic Aid por trabalho com crianças carentes. No mesmo ano, Zequinha Barbosa fez parte da comissão do COI - Comitê Olímpico Brasileiro na Assembleia Geral da Organização Desportiva Pan americana (Odepa), que ocorreu no México. Era a tentativa do Rio em trazer os Jogos Pan americanos para o Brasil.
Em  Janeiro de 2011, Zequinha Barbosa foi escolhido pela  revista San Diego Magazine entres as 50 pessoas que tem contribuindo para fazer a diferença na cidade de San Diego, Califórnia, pelo excelente trabalhado feito como técnico de cross country e atletismo.
Em 2012 Zequinha Barbosa trabalhou para nos Jogos Olímpicos de Londres com a Powerade Coca Cola. Zequinha atuou como técnico de atletismo na Powerade Sport Academy dando treinamento de alto nível e passando suas experiências olímpicas.

## Acusação de exploração sexual
Em setembro de 2003, Zequinha Barbosa prestou depoimento na Delegacia de Proteção à Criança e ao Adolescente (DCPA) de Campo Grande, para se defender das acusações de exploração sexual de três adolescentes.
A acusação volta a mídia em junho de 2004 quando o nome do ex-atleta é citado no relatório final da CPMI (Comissão Parlamentar Mista de Inquérito) da exploração sexual de crianças e adolescentes.
Em novembro de 2004, Zequinha Barbosa foi condenado pela Justiça do Mato Grosso do Sul a cinco anos de prisão por crime de abuso sexual contra adolescentes. Além do atleta, também foram condenados seu ex-assessor, Luiz Otávio da Anunciação, e os ex-vereadores de Campo Grande Robson Martins e César Disney, todos por crimes de abuso sexual. Três meninas, D.N.M., então com 13 anos, R.S., 14, e E.C., 15, declararam, em depoimentos a justiça, que o atleta e seu assessor eram seus clientes.
Em segunda instância, Zequinha foi absolvido pelos desembargadores do Tribunal de Justiça do Mato Grosso do Sul (TJ-MS) sob alegação de que "as três meninas, com 13, 14 e 15 anos de idade na época dos fatos, em junho de 2003, já tinham se prostituído antes".
A decisão foi contestada pelo Ministério Público Estadual  e causou indignação nacional, levando o então titular da Secretaria Especial de Direitos Humanos da Presidência da República (SEDH), Nilmário Miranda, a se manifestar através de nota pública.
O caso foi novamente julgado pelo Superior Tribunal de Justiça (STJ) em junho de 2009. O tribunal federal manteve a decisão do TJ-MS.
A decisão do STJ recebeu críticas da Associação Brasileira de Magistrados, Promotores de Justiça e Defensores Públicos da Infância e Juventude e da Unicef. No mesmo mês, o Ministério Público do Estado de Mato Grosso do Sul recorreu ao Supremo Tribunal Federal (STF) contra decisão do Superior Tribunal de Justiça (STJ).